# Kellie Harrington
Kellie Anne Harrington (Dublin, 11 december 1989) is een Iers bokser. Zij werd olympisch kampioen in de lichtgewichtklasse op de Olympische Spelen van 2020 en de Olympische Spelen van 2024. Ook werd zij wereldkampioen in 2018.
Harrington begon in 2005 op 15-jarige leeftijd met boksen. In 2010 wist ze voor het eerst Iers kampioen te worden. Tot en met 2016 kwam ze uit in de halfweltergewichtklasse (tot 64 kg), daarna ging ze naar de lichtgewichtklasse (tot 60 kg). Door de Europese Spelen 2023 te winnen kreeg ze ook haar ticket voor de Olympische Zomerspelen 2024 in Parijs.
In oktober 2022 bracht Harrington haar autobiografie uit geschreven door Roddy Doyle.

## Erelijst

### Olympische Spelen
- 2020 in Tokio, Japan (–60 kg)
- 2024 in Parijs, Frankrijk (–60 kg)

### Wereldkampioenschappen
- 2018 in New Delhi, India (–60 kg)
- 2016 in Astana, Kazachstan (–64 kg)

### Europese Spelen
- 2023 in Krakau, Polen (–60 kg)
- 2019 in Minsk, Wit-Rusland (–60 kg)

### Europese kampioenschappen
- 2022 in Budva, Montenegro (–60 kg)
- 2018 in Sofia, Bulgarije (–60 kg)

2012: Katie Taylor ·
2016: Estelle Mossely ·
2020: Kellie Harrington ·
2024: Kellie Harrington